# Karbid
Karbídi so binarne spojine ogljika s kovinami ali z nekaterimi polkovinami (bor, silicij). Karbidi se delijo na tri skupine, ki se po lastnostih med seboj razlikujejo: prvi dajejo z vodo ogljikovodike, drugi so zelo neobstojni in pri segrevanju ali pri udarcu razpadejo na elemente in jih imenujemo tudi acetilenidi, tretji pa so obstojni in se odlikujejo z odlično trdoto.
Karbidne trdine iz zadnje skupine uporabljajo za izdelavo rezilnih delov pri orodjih za obdelavo kovin, denimo stružnih nožev, svedrov, rezkalnikov in podobno.
Kalcijev karbid pri stiku z vodo razpade na acetilen oziroma etin (C2H2) in kalcijev hidroksid (Ca(OH)2). Acetilen je gorljiv plin, ki se v kombinaciji s kisikom uporablja pri avtogenem varjenju, nekdaj pa so ga uporabljali v rudarskih svetilkah karbidovkah (plin je sproti nastajal v posebni posodi). Karbidovke danes pri daljših, večdnevnih raziskovanjih podzemlja še vedno uporabljajo jamarji.